# Stabens flygavdelning
Stabens flygavdelning SFA,  bildades 1926 för att förse flygledningens behov av flygträning och transporter.
För att den flygande personalen vid staben skulle upprätthålla flygkunskaperna avdelades ett mindre antal flygplan av olika typer för allmän flygträning. Flygplanen stationerades på Barkarby där Flygkompaniet tidigare anlagt ett flygfält och uppfört två mindre hangarer. En mindre utbyggnad av fältet skedde 1932-1933 under flygavdelningens ledning. I mitten av 1934 utfördes genom arbetslöshetskommissionen förbättringsarbeten av fält och byggnader.
Flygfältet bestod av två sammanbundna grässtråk det västra var 1.000 m x 1.200 m och det östra 700 m x 900 m.
I oktober 1938 upphörde Stabens flygavdelning som eget självständigt flygförband och överfördes till F 8 Barkarby som bildade en egen 4.division vid flottiljen.

## Övrigt
Fram till 1938 märktes Stabens flygavdelning flygplan med Västgöta flygflottiljs flottiljsiffra.